# Ordvalpen
Ordvalpen var ett TV-program som sändes på SVT. Det hade premiär i oktober 1984 och gick då i sex avsnitt. Ytterligare sex avsnitt visades våren 1986, varefter programmet lades ner. Programledare var Martin Timell och detta var hans TV-debut.
Ordvalpen var ett TV-korsord för barn där Timell ställde en fråga och sedan visade ett klipp som illustration. Sedan kunde tittarna skicka in det ifyllda korsordet och vinna priser. Han hade hjälp av en tecknad hund.